# 서울 (2010년 영화)
"서울"은 2010년에 개봉한 대한민국의 영화이다.

## 캐스팅
- 박지윤 : 지혜 역
- 이호영 : 채만 역
- 김세동 : 감독 역
- 정찬훈 : 조감독 역
- 전수지 : 작가 역
- 이창주 : 성진 역
- 김은주 : 채만후배 역